# Lepus mandshuricus
La liebre de Manchuria (Lepus mandshuricus) es una especie de liebre que se encuentra en el noreste de China y Rusia, la cuenca del río Amur y las montañas más altas del norte de Corea. Vive en los bosques y la UICN ha evaluado su estado de conservación como de "preocupación menor ".

## Descripción
La liebre de Manchuria adulta pesa aproximadamente 2 kilogramos y tiene una longitud corporal de 40 a 48 centímetros, además de una cola de 4.5 a 7.5 centímetros. Las orejas son típicamente de 7.5 a 10.4 centímetros de longitud. En comparación con la liebre coreana, sus patas traseras son relativamente cortas y sus orejas relativamente pequeñas. Existe un morfo melanístico, y ha sido descrito como la especie separada Lepus melainus.

## Distribución y hábitat
La liebre de Manchuria es nativa del este de Rusia y del noreste de China. Su rango se extiende hacia el este desde la región de Rusia del río Ussuri, a través de las provincias chinas de Heilongjiang, Jilin, Liaoning y Mongolia Interior y posiblemente se extienda hasta Corea del Norte, donde su rango puede coincidir con el de la liebre coreana (Lepus coreanus). Se encuentra en los bosques y muestra preferencia por los bosques mixtos sobre los bosques de coníferas. Tiende a evitar las áreas abiertas y se mantiene alejada de los asentamientos humanos. Vive en altitudes de hasta 900 m.

## Estado
La liebre de Manchuria tiene una amplia distribución y está presente en varias reservas. Su principal amenaza es la degradación de su hábitat forestal y la consiguiente propagación de la liebre de Tolai  (Lepus tolai) que se reproduce de forma prolífica y con la que no puede competir. Se desconoce el tamaño y la tendencia de la población actual, y la Unión Internacional para la Conservación de la Naturaleza ha evaluado su estado de conservación como de "menor preocupación".